# Dentimargo dimidius
Dentimargo dimidius is een slakkensoort uit de familie van de Marginellidae. De wetenschappelijke naam van de soort is voor het eerst geldig gepubliceerd in 1966 door Garrard.